# Paragathia
Paragathia là một chi bướm đêm thuộc họ Geometridae.